# Hypothèse du monde ouvert
En logique formelle, l’hypothèse du monde ouvert est la supposition selon laquelle la véracité d'une affirmation ne dépend pas de la connaissance d'un agent ou d'un observateur. En d'autres termes, "ce n'est pas parce qu'on ne connaît pas une information que cette information est fausse". Cette hypothèse est utilisée en particulier dans le langage d'ontologie du web sémantique OWL.
Cette hypothèse s'oppose à l'hypothèse du monde clos, dans laquelle l'absence d'information sur une affirmation est interprétée comme la preuve de sa fausseté. Les bases de données traditionnelles fonctionnent implicitement en monde clos.
L'hypothèse du monde ouvert est notamment faite au sein des logiques descriptives.